# Enkapszulin

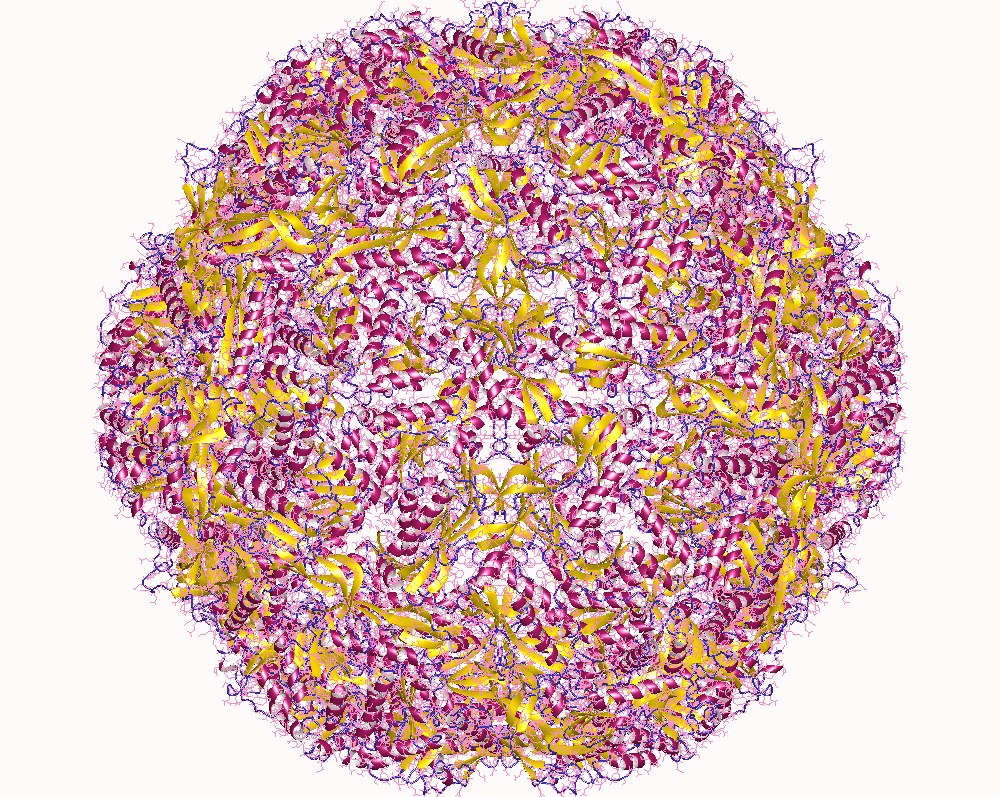
Enkapszulin 6-dekamer, Thermotoga maritima

Az enkapszulinok egy bakteriális szerkezeti fehérjecsalád, amely üreges ikozaéderes 20–42 nm-es nanokompartmenteket alakít ki. Többféle enkapszulinfehérje létezik, az EncA védőburkot képez, az EncB, EncC és EncD magot alakít ki.
Az enkapszulinok a szintetikus biológiában is használatosak. Nehéz egyértelműen igazolni felfedezésüket, mivel a fágfehérjékre hasonlítanak.

## Szerkezet
Az enkapszulinok 60 ({\displaystyle T=1} szimmetria; példák: Thermotoga maritima, Mycobacterium tuberculosis, Rhodococcus jostii), 180 ({\displaystyle T=3}; példák: Pyrococcus furiosus, Kuenenia stuttgartiensis, Myxococcus xanthus) vagy 240 ({\displaystyle T=4}; példa: Quasibacillus thermotolerans) alegységből álló nanokompartmenteket alakítanak ki.
A hexakontamerek 12 pentameregységből állnak, az oktakontahektamerek 20, a tetrakontadiktamerek 30 hexamerrel is rendelkeznek.

## Funkció
Az enkapszulinok és az enkapszulin nanokompartmentek számos funkciót látnak el: közéjük tartoznak ásványianyag-raktározó, az oxidatív stresszre válaszoló fehérjék, enzimek (például peroxidázok), a másodlagos metabolizmust szolgáló és ferritinszerű fehérjék is. Monomerjei spontán képeznek kapszidot.
A Quasibacillus thermotolerans enkapszulinja több mint 20-szor annyi vasat tud tárolni, mint a ferritinek, így az az egyik leghatékonyabb vastároló módszer a sejtek között.
Az enkapszulin nanokompartmentbe egy betöltőpeptid helyezi a szállítani, raktározni kívánt fehérjét.

## Családok
Az enkapszulinokat 4 családba sorolják, ezek felfedezésük sorrendjében az 1. (Pfam PF04454), a 2., a 3. (Pfam PF05065, a HK97-vírusokkal azonos Pfam-azonosító) és a 4. (Pfam PF08967). A 3. és 4. családot kísérletileg nem vizsgálták.
Az 1. család elsősorban peroxidázokat vagy ferritinszerű fehérjéket bezáró enkapszulinokat tartalmazza. Ez tartalmazza a legtöbb kísérletileg ismert enkapszulint. A 2. családot a HK97-tel egyesült feltételezett ciklikusnukleotid-kötő domén hiánya vagy léte alapján gyakran bontják 2A és 2B családra. E család a legnagyobb, tagjai közt 4 másik enzimtípust (cisztein-deszulfuráz, poliprenil-transzferáz, xilulózkináz és terpéncikláz) is elkülöníthetnek. A 3. család tagjait kódoló gének számos természetes anyag szintéziséért felelős géncsoportokon, a bioszintetikus géncsoportokon belül találhatók, a 4. családéi csonka HK97-szerkezetet tartalmaznak, mely csak az A-doménnel rendelkezik. Nem ismert, hogy képesek-e ezek a többi enkapszulinhoz hasonlóan ikozaéderes szerkezetet felvenni.